# Soudní okres Slezská Ostrava
Soudní okres Slezská Ostrava (do roku 1919 soudní okres Polská Ostrava) vznikl na základě nařízení Ministerstva spravedlnosti s účinností od 1. ledna 1904. Obvod okresu vznikl vyčleněním 8 obcí ze soudního okresu Bohumín a spadal až do 30. června 1941 do politického okresu Frýdek
Soudní okres se rozkládal ve slezské části dnešní Ostravy na pravém břehu řeky Ostravice jihovýchodně od řeky Odry, a tvořila jej katastrální území Heřmanice, Hrušov, Kunčičky, Michálkovice, Muglinov, Slezská Ostrava, a téměř celý současný katastr Radvanic.
1. července 1941 pak byly všechny obce tohoto soudního okresu připojeny k Moravské Ostravě, soudní okres však jako takový zrušen nebyl a existoval i nadále v rámci Moravské Ostravy jako soudní okres Moravská Ostrava II. Po 2. světové válce byl od roku 1945 přejmenován na soudní okres Ostrava-východ. Soudní okres zanikl v důsledku správní reformy k 1. lednu 1949.

## Obyvatelstvo
| Základní údaje | Základní údaje | Základní údaje | Základní údaje | Národnost | Národnost | Národnost | Národnost | Národnost | Národnost | Vyznání   | Vyznání | Vyznání | Vyznání     | Vyznání | Vyznání   |
| Rok            | Plocha [ha]    | Počet domů     | Počet obyvatel | česká     | německá   | polská    | židovská  | jiná      | cizinci   | řím. kat. | evang.  | čsl.    | izraelitské | jiné    | bez vyzn. |
| -------------- | -------------- | -------------- | -------------- | --------- | --------- | --------- | --------- | --------- | --------- | --------- | ------- | ------- | ----------- | ------- | --------- |
| 1910           | 3 959          | 2 832          | 55 752         | 36 275    | 5 527     | 12 998    | 0         | 18        | 934       | 52 809    | 2 010   | 0       | 799         | 134     | 0         |
| 1921           | 3 959          | 2 985          | 54 043         | 41 787    | 2 276     | 877       | 368       | 23        | 8 712     | 32 243    | 2 542   | 14 350  | 712         | 244     | 3 952     |
| 1930           | 3 957          | 3 681          | 55 079         | 48 875    | 1 974     | 734       | 324       | 30        | 3 142     | 31 538    | 2 606   | 13 796  | 668         | 246     | 6 225     |